# Colette van Steyvoort
Colette van Steyvoort (Brugge 15 februari 1933 – Brussel 1 december 2020), geboren als Colette Standaert, was een Belgische kantwerkster en stichtster van de Internationale Kantbiënnale.

## Biografie
Zij volgde een opleiding tot kantwerkster aan de Brugse Normaalschool, in die tijd de enige school die kantleraressen opleidde. Zij leert klassiek kantklossen: kant van Valenciennes, Parijs, Rijsel, Chantilly, Vlaanderen, Binche en Brusselse kant. Na haar opleiding wilde zij het kantklossen nieuw leven inblazen en zocht zij voortdurend naar manieren om het kantklossen nieuwe dimensies te geven.
In 1980 stelt zij haar werk tentoon in de Galerie Pierre van der Borqht in Brussel en wordt vervolgens uitgenodigd om een kantafdeling op te richten in het Brussels Museum voor Kostuum en Kant.
In 1983 richtte zij onder de bescherming van Koningin Fabiola de Internationale Biënnale van Hedendaagse Kant op, met als doel de artistieke evolutie van het kantwerk en het zoeken naar nieuwe vormen en materialen aan te moedigen. De biënnale vindt plaats in Brussel, maar wordt ook tentoongesteld in Duitsland, Canada, de Verenigde Staten, Noorwegen, Polen en de Tsjechische Republiek. Bij deze gelegenheid werd een grote prijs met de naam van koningin Fabiola uitgereikt.
Zij was gehuwd met Christian van Steyvoort.

## Bekende werken
Zij maakte een werk voor Paus Johannes Paulus II ter gelegenheid van diens bezoek aan Brussel in 1985.
Ze herstelde de bruidssluier van prinses Mathilde. Deze in Brussel gemaakte kanten sluier, die toebehoorde aan de grootmoeder van koningin Paola langs vaderskant, dateert uit de tweede helft van de 19e eeuw en is gemaakt van linnen draden, met spelden en naald op katoenen tule, met een stola van 5 meter breed en 3 meter hoog. Het ontwerp bestaat uit rozen, madeliefjes, klokjes en varens.

Er is een hele techniek voor nodig alleen al om de sluier te wassen. Je moet voorzichtig zijn met de kwaliteit van de zeep en de temperatuur van het water. Het is bijna wetenschappelijk. Daarna heb ik het geverfd om het te laten passen bij de jurk van Mathilde, waarvan ik een stofmonster had. Daartoe heb ik drie theesoorten gebruikt: kamille, die een helderheid geeft, China-thee en sinaasappelthee om een harmonie in de schaduw te vinden. Deze sluier is gemaakt van Egyptisch katoen, dat zeer fijn is en een parelachtige glans heeft. Dit katoen werd gesponnen in Manchester, maar met het Suezkanaal werd de Egyptische productie stopgezet.
— Collette van Steyvoort (vertaling)

Zij schonk verschillende stukken aan het Museum van Kostuum en Kant.

## Publicaties
- Colette Van Steyvoort, Magda Grisar (cop. 1983). Inleiding tot kantkreatie. Dessain et Tolra, Paris. ISBN 978-2-249-27665-1.